# Ermida de Nossa Senhora do Rosário (Nordeste)
A Ermida de Nossa Senhora do Rosário (Nordeste) é um templo cristão português localizado no concelho do nordeste, ilha açoriana de São Miguel.
Este templo foi fundado no século XVI, corria o ano de 1529. Em 1848 foi sujeito a obras de manutenção e restauro.